# Partit Socialista de Mallorca-Entesa
El Partit Socialista de Mallorca-Entesa (PSM-ENTESA) (Partido Socialista de Mallorca-Acuerdo en español) fue un partido político español de ámbito mallorquín e ideología socialista, ecologista y nacionalista, y estuvo integrado en la federación PSM-Entesa Nacionalista junto con partidos de Menorca e Ibiza además de otras fuerzas políticas de carácter local. Formó parte de la coalición impulsora del actual partido Més per Mallorca junto a Entesa per Mallorca e IniciativaVerds.
Desde el año 2008, formó parte de la Alianza Libre Europea, grupo confederado con Los Verdes en el Parlamento Europeo.
Denominado originalmente como Partit Socialista de Mallorca, en 2013 integró en su seno al partido Entesa per Mallorca, adoptando la actual denominación Partit Socialista de Mallorca - Entesa (PSM-ENTESA).

## Ideología
El PSM se definía a sí mismo como una organización política que tiene como objetivo fundamental la liberación nacional y la justicia social para las Islas Baleares y el conjunto de los Países Catalanes[cita requerida]. De esta manera, se define como un partido de ámbito mallorquín, nacionalista, ecologista, pacifista, progresista y democrático que asume las fuentes fundamentales del socialismo democrático y de la tradición nacionalista autóctona o mallorquinismo político.

## Historia
El PSM nació en el mes de febrero de 1976 con el nombre de Partit Socialista de les Illes, transformándose en el Partit Socialista de Mallorca (PSM) en diciembre de 1977. Formó parte de la Federación de Partidos Socialistas (FPS) y concurrió a las elecciones generales de 1977 en coalición con el Partido Socialista Popular en las listas de Unidad Socialista, sin conseguir representación parlamentaria. Al contrario que muchos de los partidos que habían pertenecido a la FPS, no se integró en el PSOE.
A finales de 1978, el Col·lectiu Socialista i Nacionalista se fusionó con el PSM durante el IV Congreso, celebrado en Inca. En 1984, tomó el nombre de PSM-Esquerra Nacionalista y, en 1990, el nombre cambia de nuevo, en esta ocasión a PSM-Nacionalistes de Mallorca. En 1989, se formó una alianza entre el Partit Socialista de Mallorca, el Partit Socialista de Menorca y la Entendimiento Nacionalista y Ecologista de Ibiza, además de algunos grupos independientes, constituyéndose la Federació d'Esquerres Nacionalistes o Federació de l'Esquerra Nacionalista de les Illes Balears (Federación de la Izquierda Nacionalista de las Islas Baleares, FENIB). En 1993, Convergència Nacionalista Balear presta su apoyo en las elecciones autonómica al PSM-NM y parte de su militancia entra en el partido. Con la integración de más grupos de nacionalistas baleares en 1998, la FENIB, con el PSM-NM como principal impulsor, se transforma en la federación PSM - Entesa Nacionalista.
Desde las primeras elecciones al Parlamento de las Islas Baleares en el año 1983, se ha movido en una orquilla que va del 7 % al 15 % de los sufragios en Mallorca, formando siempre grupo parlamentario propio, conjuntamente con su homónimo de Menorca. No obstante, nunca ha obtenido representación en las elecciones generales a las Cortes españolas. Hasta 1995 estuvo siempre en la oposición del PP, gobernando este siempre en solitario, o bien en coalición con los regionalistas de Unión Mallorquina. Después de las elecciones de 1995, se firmó un acuerdo progresista para gobernar el Consejo Insular de Mallorca, conjuntamente con PSOE y UM, contando con el apoyo de Izquierda Unida (España)|Esquerra Unida]] que no entró en el gobierno insular. Pese a ello, el Gobierno de las Islas Baleares siguió en manos del PP, hasta las elecciones autonómicas de 1999, donde perdió la mayoría absoluta y se reeditó el pacto del Clonsel de Mallorca, contando esta vez con Izquierda Unida (España)|Esquerra Unida]] y los Verdes en el Gobierno. Esta experiencia de gobierno progresista, llamado "Pacte de Progrés" duró una legislatura. En el 2003, el PP recuperó la mayoría absoluta, si bien llegó a un acuerdo con UM.
Con el fin de conseguir representación en el Congreso de los Diputados el PSM se coaligó con otras fuerzas progresistas, ecologistas y nacionalistas (o bien federalistas), en la candidatura Progressistes per les Illes Balears conjuntamente con Izquierda Unida (España)|Esquerra Unida]], los Verdes y Esquerra Republicana. Obtuvo 40 289 votos (12 %), quedándose a las puertas de conseguir el primer escaño balear que no fuera de una fuerza de ámbito estatal.
En el congreso del año 2006, Gabriel Barceló propuso estrechar la relación con estas fuerzas progresistas, ecologistas y nacionalistas con la creación del Bloc per Mallorca, una coalición de vocación más permanente que Progressistes. Venció la propuesta del Bloc, por un estrecho margen, lo que propició una pequeña escisión (Entesa per Mallorca). En las elecciones de 2007, el Bloc obtuvo 37 572 votos (11 %), consiguiendo 4 diputados autonómicos (2 de ellos del PSM) y 3 en el Consejo Insular de Mallorca (1 del PSM). Tras ello, el PSM y los otros partidos del Bloc decidieron entrar en los gobiernos autonómicos, insulares y en la ciudad de Palma, en coalición con PSOE y UM.
En 2008, el PSM se presentó al Congreso de los Diputados conjuntamente con UM, Esquerra Republicana en Baleares y los escindidos de Entesa per Mallorca, presentando la candidatura nacionalista "Unitat per les Illes". No obstante, esta decisión se encontró con la oposición del 27 % de su consejo de dirección política, destacando el rechazo obtenido por las juventudes del partido a pactar con Unió Mallorquina y con: Esquerra Republicana y los escindidos de Entesa per Mallorca.
En abril de 2008 se convierte en miembro de pleno derecho de la Alianza Libre Europea
No se presentó a las elecciones europeas de 2009, después de las condiciones impuestas por Esquerra Republicana y Entesa per Mallorca. Para incluirlos en la coalición Europa de los Pueblos - Verdes pedían un pacto global que incluyese las elecciones autonómicas. Este hecho deterioró la relación entre el PSM y Esquerra Republicana.
De cara a las elecciones al Parlamento autonómico y al Consejo Insular de Mallorca de 2011, el 20 congreso del PSM aprobó en junio de 2010 conformar una coalición con Els Verds de Mallorca y con Iniciativa d'Esquerres (partido ecosocialista autóctono resultado de la división de Izquierda Unida de las Islas Baleares).

## Juventudes
En 1987, se crearon las juventudes del partido como Joves d'Esquerra Nacionalista-PSM (Jóvenes de Izquierda Nacionalista-PSM, JEN-PSM) bajo el lema "Lucha con nosotros". El primer secretario general fue Bernat Aguiló i Siquier. El 14 de abril de 2012 celebraron su XI Congreso bajo el lema "La lucha continua" en el que se reeligió como secretario general a Lluís Apesteguia. Son miembros de pleno derecho de las juventudes de la Alianza Libre Europea y mantienen relaciones internacionales intensas con organizaciones soberanistas de otros pueblos sin estado y de la izquierda transformadora europea.[cita requerida]

## Símbolos
El PSM utilizó en sus los primeros tiempos la señera con el mapa de Mallorca de color blanco (bordeado de negro) en medio. También una bandera roja con el nombre completo y las iniciales (PSM) y el mapa, todo blanco, así como una combinación de ambas, bandera 2/3 roja sobre 1/3 con las barras catalanas, el nombre o las siglas (o ambos) en letras blancas en la parte roja.
La bandera más frecuente durante un tiempo fue la roja con las letras PSM (u otras). Más tarde se pasó a la clásica bandera blanca con el logotipo.

## Resultados electorales

### Elecciones al Parlamento de Baleares
|  | 6.61 % |

|  | 5.95 % |

|  | 8.21 % |

|  | 13.44 % |

|  | 13.43 % |

|  | 8.95 % |

|  | 8.37 % |

|  | 10.73 % |

aDentro de Bloc per Mallorca.

### Elecciones alConsejo Insular de Mallorca
|  | 9.91 % |

|  | 10,57 % |

aDentro de Bloc per Mallorca.
c Respecto a la suma de Esquerra Unida-Els Verds (2) y Partit Socialista de Mallorca - Entesa Nacionalista (3) en 2003.